# Hakeem Odoffin
Hakee Ademola Odoffin (Barnet, 13 aprile 1998) è un calciatore inglese, difensore del Rotherham Utd.

## Caratteristiche tecniche
È un terzino destro, può giocare anche come mezzala

## Carriera
Cresciuto nel settore giovanile del Barnet, ha esordito in prima squadra il 5 dicembre 2015 in occasione dell'incontro di FA Cup perso 1-0 contro il Newport County. Nelle stagioni successive ha militato nelle serie dilettantistiche del calcio inglese, fino al 2017 quando ha firmato con gli scozzesi del Livingston militanti in Scottish Premiership.

## Palmarès

### Club

#### Competizioni nazionali
- English Football League Trophy: 1

Rotherham United: 2021-2022